# First TransPennine Express

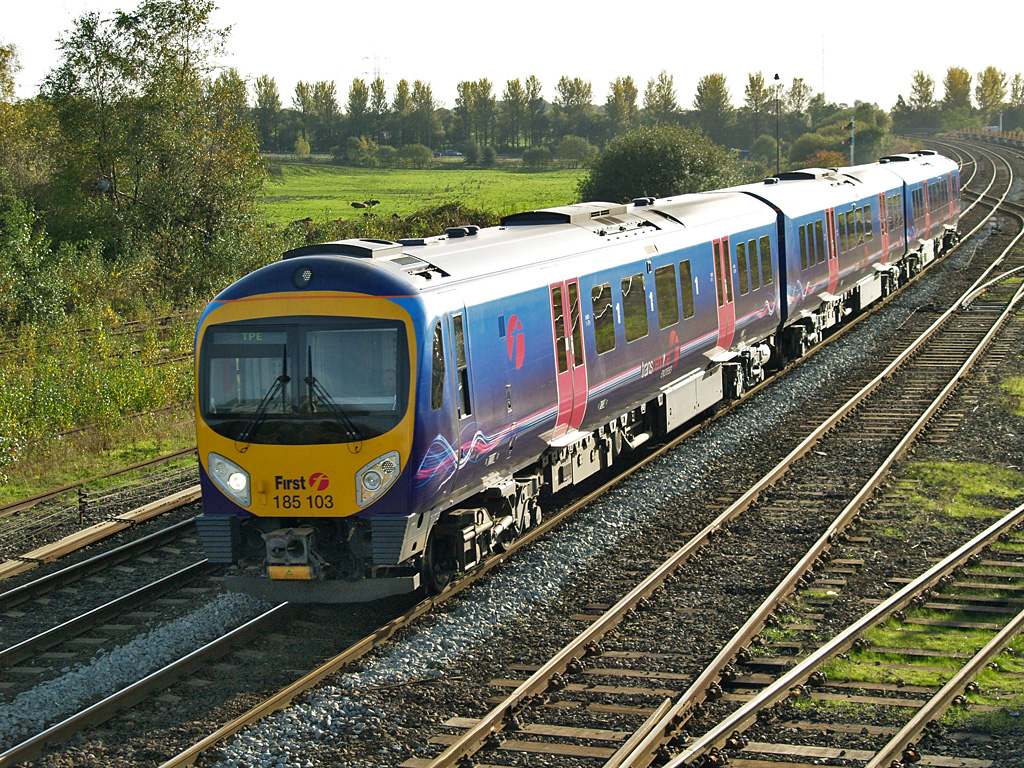
Um trem da TransPennine Express.

A First TransPennine Express é uma companhia ferroviária do Reino Unido. Ela é uma joint venture entre o First Group (55%) e Keolis (45%). Ela opera serviços regulares no norte incluindo serviços ligando as costas oeste e leste da Inglaterra através dos montes Peninos.
O serviço original e a marca TransPennine Express foram lançados no fim de 1998 pela Northern Spirit, e mantidos pela sucessora, Arriva Trains Northern. Em 1 de fevereiro de 2004, o serviço começou a operar como uma concessão separada.

## Rotas

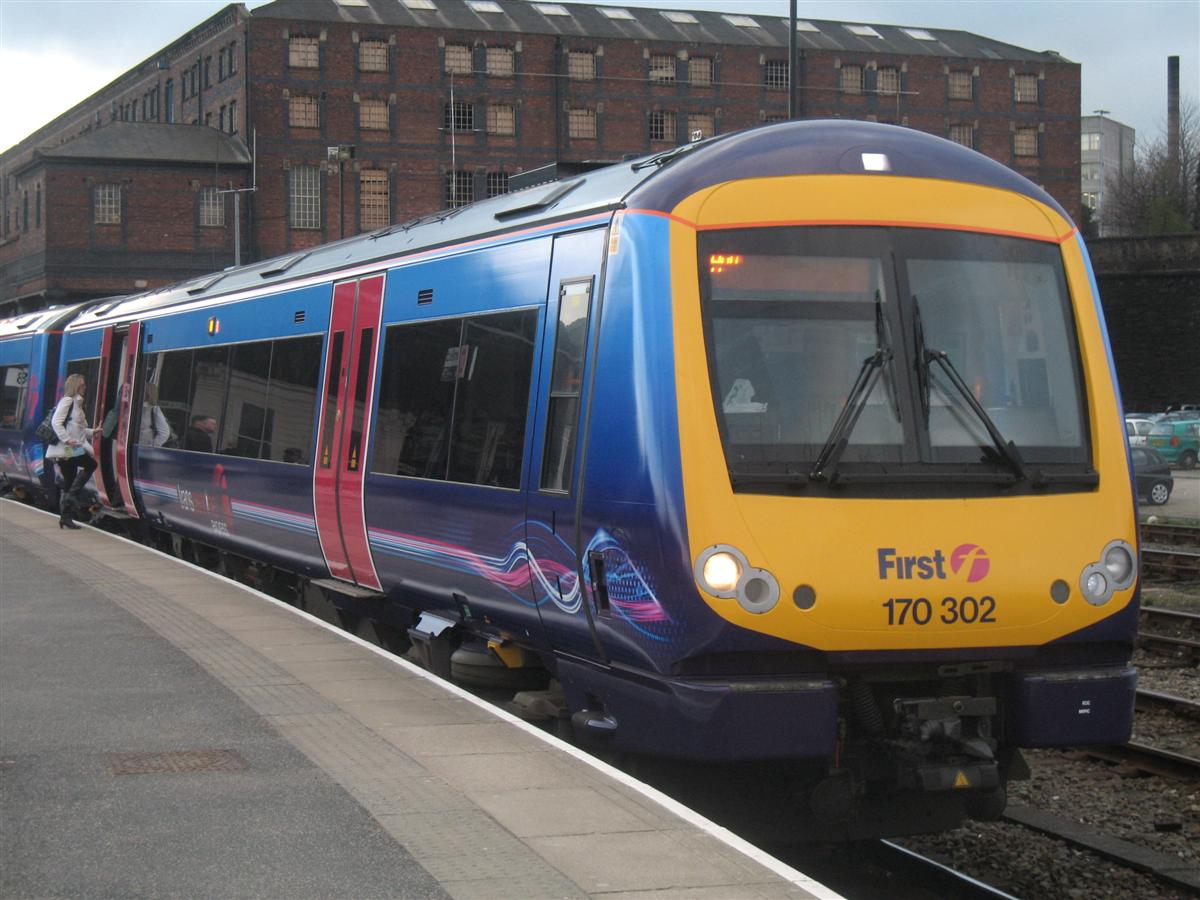
Um First TransPennine Express Classe 170 em Huddersfield

Os serviços da First TransPennine Express são divididos em três rotas:
- North TransPennine
- South TransPennine
- TransPennine North West

## Frota atual
| Classe               | Imagem | Tipo                      | Velocidade máxima | Velocidade máxima | Número | Rotas                        | Construção |
| Classe               | Imagem | Tipo                      | mph               | km/h              | Número | Rotas                        | Construção |
| -------------------- | ------ | ------------------------- | ----------------- | ----------------- | ------ | ---------------------------- | ---------- |
| Classe 170 Turbostar |        | Unidade múltipla a diesel | 100               | 160               | 9      | Manchester Piccadilly - Hull | 2000       |
| Classe 185 Pennine   |        | Unidade múltipla a diesel | 100               | 160               | 51     | Todas as rotas               | 2006       |

## Frota passada
| Classe                      | Imagem | Tipo                      | Construção  | Retirado    | Notas                                                                                |
| Classe 158 Express Sprinter |        | Unidade múltipla a diesel | 1989 - 1992 | 2006 - 2007 | Movido para a Central Trains, First Great Western, South West Trains e Northern Rail |
| Classe 175 Coradia          |        | Unidade múltipla a diesel | 1999 - 2001 | 2006        | Movido para a Arriva Trains Wales                                                    |